# Cosmic Thing (obra de arte)
Cosmic Thing es una obra de arte de Damián Ortega. Es una de sus piezas más destacadas, presentada por primera vez en la 50 Bienal de Venecia en 2002. Es un Volkswagen Tipo 1 modelo 1989 color gris desensamblado, el cual es suspendido mediante cables. Forma parte de una trilogía compuesta por Beetle 83 (2002) y Moby Dick (2004).

## Historia

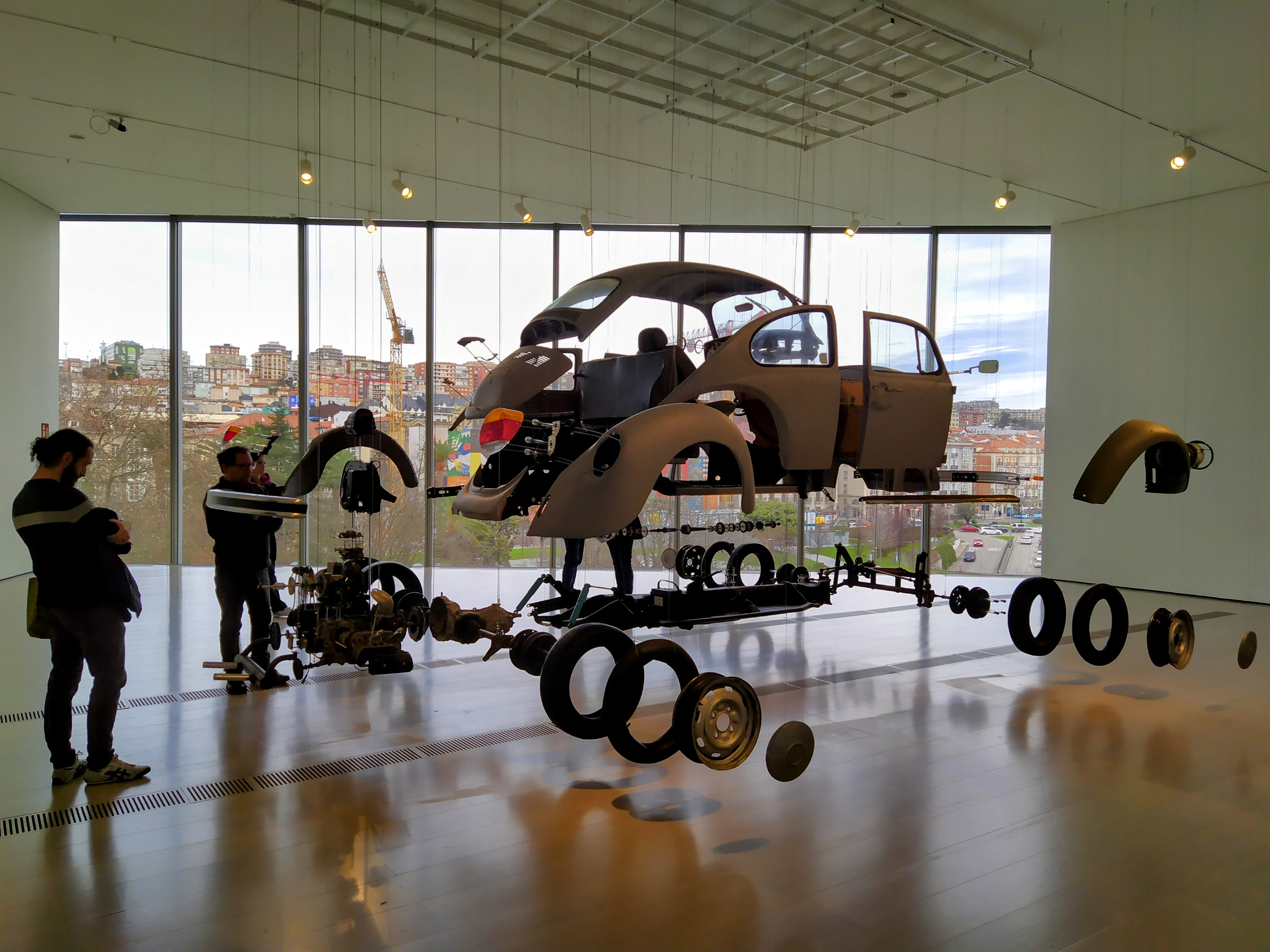
Cosmic Thing en la exposición temporal Damián Ortega: Visión expandida en el Centro Botín de Santander (España).

En 2003, Gabriel Orozco fue invitado como curador a la 50 Bienal de Venecia. El artista invitó a Damián Ortega, Daniel Guzmán, Abraham Cruzvillegas, Fernando Ortega, Jean-Luc Moulène y Jimmie Durham, quienes fueron exhortados a cumplir una serie de condiciones para la creación de obra a exponerse en la bienal: no presentar fotografías, videos o dibujos, no colgar nada en las paredes y no usar pedestales ni vitrinas. El ejercicio creativo con estas condiciones se llamó El Cotidiano Alterado. Damián Ortega presentó Cosmic Thing. Ortega lo realizó considerando que el Beetle (llamado en México coloquialmente volcho) fue uno de los autos más populares en los siglos XX y principios del XXI, y representaba una opción accesible para millones de personas para tener un auto. Muchos de los taxis en la Ciudad de México eran de este modelo. El objetivo del artista era mostrar a un objeto de manera expandida, así como la relación del interior y el exterior de un automóvil.

En Cosmic Thing se trata de la creación de un sistema en equilibrio en el que todos los elementos tienen una relación entre sí: una comunicación física, mecánica y también conceptual, como una función general.
Damián Ortega

Cabe destacar que el artista compró el auto en un lote de vehículos usados, en donde fue desmantelado en cuatro horas. Según el autor los dos muchachos que lo hicieron tenían catorce y quince años de edad y eran expertos en desvalijar coches.

## Crítica
La obra fue calificada como "la más ambiciosa hecha hasta la fecha" por Kate Bush. Para Christine Marcel detrás de la obra "subyace una crítica irónica de las esperanzas fallidas: el auto moderno prometido a los mexicanos explotado en todos sus elementos desde el techo". Helena Celdrán lo denominó una reinvención de la escultura moderna.